# Берегівське горбогір'я (урочище)
Бе́регівське горбогі́р'я — заповідне урочище місцевого значення в Україні. Розташоване в межах Берегівського району Закарпатської області, на схід від міста Берегове. 
Площа 33,3 га. Статус надано згідно з рішенням Закарпатського облвиконкому від 07.03.1990 року, № 55. Перебуває у віданні ДП «Берегівське ЛГ» (Боржавське лісництво, кв. 40). 
Створено з метою збереження частини лісового масиву в передгір'ї Українських Карпат, в межах низькогірного пасма Берегівське горбогір'я. Зростає липа повстиста, яка утворює тут угрупування двох типів: дубовий липняк тонконогий та липову діброву яглицеву. Середній вік дерев — 100 років. У підліску — глід одноматочковий, клен татарський, свидина кров'яна. Трав'яний покрив утворюють тонконіг дібровний, ожина гайова, підмаренник весняний, живокіст Попова, смілка поникла. 